# Mắc ca
Mắc ca hay mác ca (danh pháp khoa học: Macadamia) là một chi cây thân gỗ có nguồn gốc từ châu Đại Dương (Úc), thuộc họ Proteaceae. Các loài trong chi này là bản địa của đông bắc New South Wales và trung-đông nam Queensland. Cây này là một loại có trái thương mại. Ngôn ngữ của thổ dân bản địa Úc thường gọi cây này bằng các tên gọi như bauple, gyndl, jindilli. Trước đây chi này có nhiều loài, nhưng kết quả nghiên cứu về gen và hình thái được công bố năm 2008 bởi Austin Mast và cộng sự đã tách chúng ra khỏi chi Macadamia, và chi này hiện còn 4 loài.

## Danh sách loài
- Macadamia francii (Guillaumin) Sleumer
- Macadamia integrifolia Maiden & Betche
- Macadamia neurophylla (Guillaumin) Virot
- Macadamia ternifolia F.Muell.
- Macadamia tetraphylla L.A.S.Johnson

Các loài đã tách ra để thành lập chi riêng:
Chi Lasjia P.H.Weston & A.R.Mast, thuộc chi Macadamia cho đến năm 2008
- Lasjia claudiensis (C.L.Gross & B.Hyland) P.H.Weston & A.R.Mast; đồng nghĩa Macadamia claudiensis C.L.Gross & B.Hyland
- Lasjia erecta (J.A.McDonald & R.Ismail) P.H.Weston & A.R.Mast; đồng nghĩa Macadamia erecta J.A.McDonald & R.Ismail
- Lasjia grandis (C.L.Gross & B.Hyland) P.H.Weston & A.R.Mast; đồng nghĩa Macadamia grandis C.L.Gross & B.Hyland
- Lasjia hildebrandii (Steenis) P.H.Weston & A.R.Mast; đồng nghĩa Macadamia hildebrandii Steenis
- Lasjia whelanii (F.M.Bailey) P.H.Weston & A.R.Mast; đồng nghĩa Helicia whelanii F.M.Bailey, Macadamia whelanii (F.M.Bailey) F.M.Bailey

Chi Catalepidia P.H.Weston, thuộc chi Macadamia cho đến năm 1995
- Catalepidia heyana (F.M.Bailey) P.H.Weston; đồng nghĩa Helicia heyana F.M.Bailey , Macadamia heyana (F.M.Bailey) Sleumer

Chi Virotia L.A.S.Johnson & B.G.Briggs, thuộc chi Macadamia, sau đó được tách 2 lần vào các năm 1975 và 2008
- Virotia angustifolia (Virot) P. H. Weston & A. R. Mast; đồng nghĩa Macadamia angustifolia Virot
- Virotia francii (Guillaumin) P. H. Weston & A. R. Mast; đồng nghĩa Roupala francii Guillaumin
- Virotia leptophylla (Guillaumin) L.A.S.Johnson & B.G.Briggs (tách năm 1975); đồng nghĩa Kermadecia leptophylla Guillaumin
- Virotia neurophylla (Guillaumin) P. H. Weston & A. R. Mast; đồng nghĩa Kermadecia neurophylla Guillaumin, Macadamia neurophylla (Guillaumin) Virot
- Virotia rousselii (Vieill.) P. H. Weston & A. R. Mast; đồng nghĩa Roupala rousselii Vieill
- Virotia vieillardi (Brongn. & Gris) P. H. Weston & A. R. Mast; đồng nghĩa Roupala vieillardii Brongn. & Gris

## Sản xuất

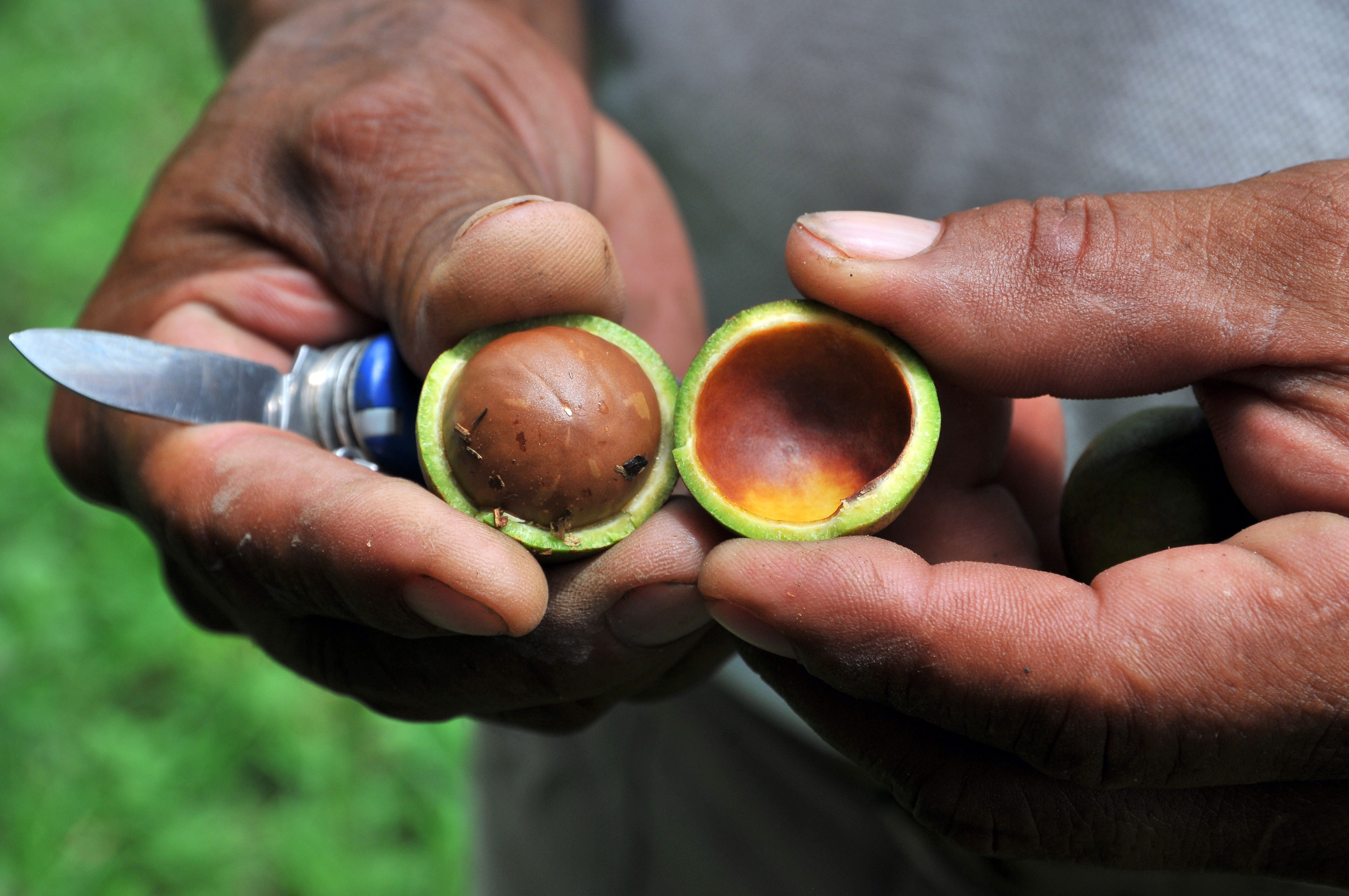
Nhân mắc ca tươi còn vỏ, cắt ngang.

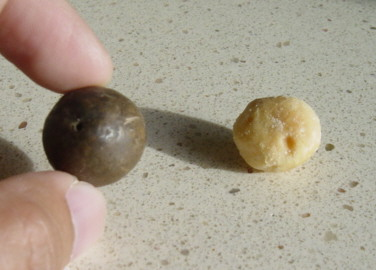
Nhân mắc ca còn vỏ và mắc ca rang

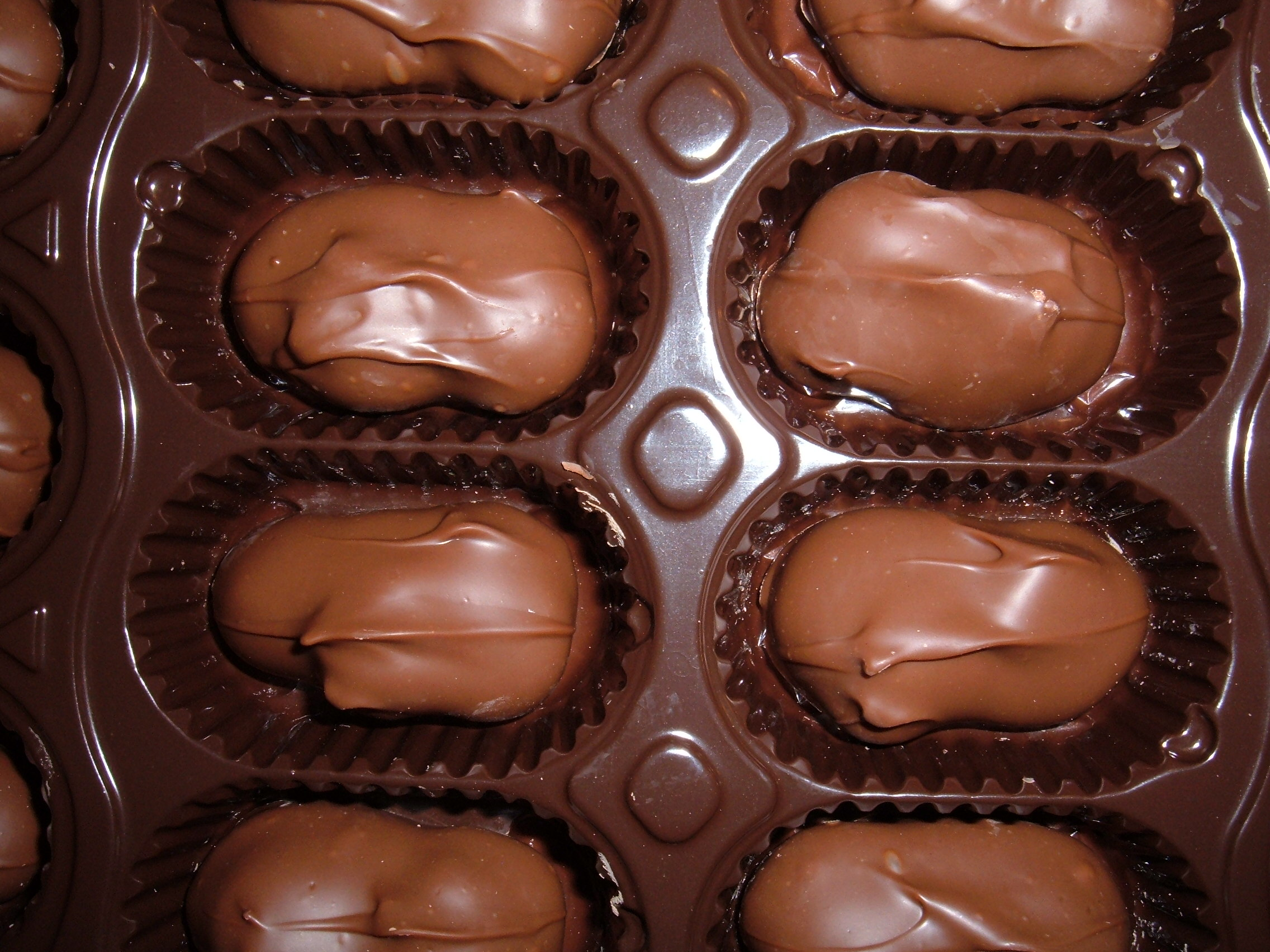
Nhân mắc ca được phủ sô cô la

Hạt cây là một loại thực phẩm có giá trị. Chỉ 3 trong số các loài là Macadamia integrifolia, Macadamia ternifolia, và Macadamia tetraphylla là có giá trị thương mại. Chỉ 2 trong 3 loài này (Macadamia integrifolia và Macadamia tetraphylla) có thể ăn sống được. Các loài còn lại trong chi này có độc tính và/hoặc không thể ăn hạt như M. whelanii và M. ternifolia; độc tính của chúng là do có mặt chất cyanogenic glycosides. Các loại glycoside này có thể được loại bỏ bằng cách ủ lâu, đây là phương pháp được người thổ dân Úc áp dụng cho các loài này.
Hai loài ăn được đã bị lai tạp, và M. tetraphylla bị đe doạ trong tự nhiên do lý do này. Hạt của nó được những người châu Âu ở nam Brisbane mô tả năm 1828 bởi nhà thám hiểm và thực vật học Allan Cunningham. Một trong những địa điểm có cây mắc ca hoang được tìm thấy đầu tiên là Mount Bauple gần Maryborough ở đông nam Queensland, Australia. Nhân của quả là một trong số ít thực phẩm được sản xuất và xuất khẩu số lượng lớn.
Các vườn cây mắcca thương mại đầu tiên được trồng vào đầu thập niên 1880 bở Rous Mill, 12 kilômét (7,5 mi) đông nam Lismore, New South Wales, là cây loài M. tetraphylla. Bên cạnh sự phát triển công nghiệp cửa hàng nhỏ ở Úc vào cuối thế kỷ 19 đầu thế kỷ 20, mắcca đã được trồng rộng rãi thương mại ở Hawaii từ thập niên 1920. Hạt mắcca được nhập khẩu đầu tiên vào Hawaii năm 1882 bởi William H. Purvis. Một nhà quản lý trẻ của công ty Pacific Sugar Mill ở Kukuihaele trên Đảo Lớn, đã trồng hạt nó cùng năm tại Kapulena.
Mắc ca được sản xuất ở Hawaii đã trở nên nổi tiếng toàn cầu. Tuy nhiên, năm 2006, sản lượng mắc ca bắt đầu giảm ở Hawaii do các nhà sản xuất khác có giá thấp hơn.
Ngoài Hawaii và Australia (35.200 tấn năm 2013), mắcca cũng được sản xuất thương mại ở Nam Phi (37.000 tấn - 2013), Brazil, California, Costa Rica, Israel, Kenya, Bolivia, New Zealand, Colombia, Guatemala và Malawi. Australia không còn là nhà sản xuất thương mại lớn trên thế giới - tổng sản lượng năm 2013 vào khoảng 135.000 tấn nhân hạt trên toàn cầu. Cho đến nay, việc trồng macadamia thương mại ở Florida đã không thành công, vì cho năng suất thấp. Tuy nhiên, macadamia là một loại cây trồng trước nhà phổ biến ở Florida và người ta đang cố gắng chọn lọc gống để nâng cao năng suất.

## Giá trị dinh dưỡng
So sánh với các loại hạt quả ăn được phổ biến khác như hạnh nhân hay đào lộn hột, Mắc-ca chứa nhiều chất béo nhưng ít protein. Hạt mắc ca có hàm lượng chất béo chưa bão hòa đơn cao nhất trong số các loại hạt đã biết, chứa khoảng 22% axit béo omega-7 là axit palmitoleic, có các tác động sinh học tương tự như một chất béo chưa bão hòa đơn. Nó cũng chứa 9% protein, 9% cacbohydrat và 2% sơ dinh dưỡng, cũng như calci, phosphor, kali, natri, selen, sắt, thiamin, riboflavin và niacin.
Mắc-ca có độc tính đối với chó. Việc nuốt phải hạt mắc ca có thể gây nhiễm độc mắc ca (macadamia toxicosis), được đánh dấu bằng các biểu hiện như suy yếu và tê liệt các chân sau tới mức không đứng vững, xảy ra trong vòng 12 giờ sau khi nuốt phải. Phụ thuộc vào số lượng nuốt vào và kích thước con chó, các triệu chứng có thể bao gồm run rẩy cơ, tổn thương khớp và tổn thương bụng nghiêm trọng. Với liều độc cao, việc sử dụng các loại thuốc giảm đau có thể là cần thiết để giảm đau cho tới khi các tác động độc hại giảm đi. Sự phục hồi hoàn toàn thường diễn ra trong vòng 24-48 giờ.

## Phân bố
Cây này được nhân rộng tại một số vùng tại Trung Quốc, Thái Lan... Quả mắc ca hiện nay được ứng dụng rộng rãi trong công nghiệp mỹ phẩm và thực phẩm chức năng, do đó nhu yếu về sản vật này ngày một cao.
Năm 1881 mắc ca được đưa tới trồng ở Hawaii, lúc đó chúng được sử dụng như một cây trồng chắn gió và để chống thoái hóa đất. Năm 1948, Trạm nghiên cứu nông nghiệp Hawaii đã đầu tư nghiên cứu về lĩnh vực giống và đã tạo ra các dòng có nhiều triển vọng làm tiền đề cho công nghiệp mắc ca hiện đại ở Hawaii như ngày nay.

## Tại Việt Nam
Cây mắc ca được trồng ở Việt Nam đầu tiên vào năm 1994 lúc Trung tâm nghiên cứu giống cây rừng thuộc Viện khoa học lâm nghiệp Việt Nam gieo 10 cây từ hạt và trồng thử tại Ba Vì, Hà Nội. Sau đó, cây mắc ca được trồng thử nghiệm và nhân giống ở nhiều tỉnh khác nhau, chủ yếu ở vùng Tây Nguyên và Tây Bắc.
Từ năm 2000, diện tích trồng mắc ca ở Việt Nam tăng dần và năm 2018 đạt khoảng 2.000 ha trồng tập trung. Vào tháng 9/2016, theo kết quả điều tra thuộc đề án quy hoạch phát triển Mắc ca vùng Tây Nguyên của Viện Điều tra và Quy hoạch rừng (thuộc Tổng cục Lâm nghiệp) cho biết diện tích trồng cây mắc ca ở các tỉnh Tây Nguyên khoảng 1.630 ha, trong đó Kon Tum 50 ha, Gia Lai 80 ha, Đắk Lắk 500 ha, Đắk Nông 600 ha và Lâm Đồng (Lâm Hà) 400 ha.
Giáo sư Nguyễn Lân Hùng - Phó Chủ tịch Hiệp hội Mắc ca Việt Nam cho biết: "Lâm Đồng là thủ phủ mắc ca của cả nước và Lâm Hà là địa phương chủ lực của Lâm Đồng áp dụng khoa học kỹ thuật vào sản xuất nông nghiệp cả trên mặt trận mắc ca". Một số huyện của tỉnh Lâm Đồng gồm Lâm Hà, Lâm Hà, Di Linh, Bảo lâm, Đức Trọng, Đam Rông, Bảo Lộc và Đơn Dương được phê duyệt quy hoạch phát triển cây mắc ca theo Quyết định 1062/QĐ-UBND, định hướng tới năm 2030.